# Sebalder Reichswald
Der Sebalder Reichswald ist der nördlich der Pegnitz gelegene Teil des Nürnberger Reichswaldes; südlich schließt sich der Lorenzer Reichswald an.
Er bedeckt eine Fläche von ca. 10.000 ha und erstreckt sich ca. 25 km breit auf der Achse Erlangen-Lauf; die nördliche Grenze bildet der Fluss Schwabach.
Der Name stammt von St. Sebald, der Hauptkirche des gleichnamigen und nördlich der Pegnitz gelegenen Nürnberger Stadtteils.

## Geschichte
Ungefähr um 720 wurde der Reichswald mit dem fränkischen Königsbann belegt. Durch Übernutzung und folgender Aufforstung wandelte sich der ursprüngliche Kiefern-Birken-Eichen-Mischwald zu einem Kiefernwald.

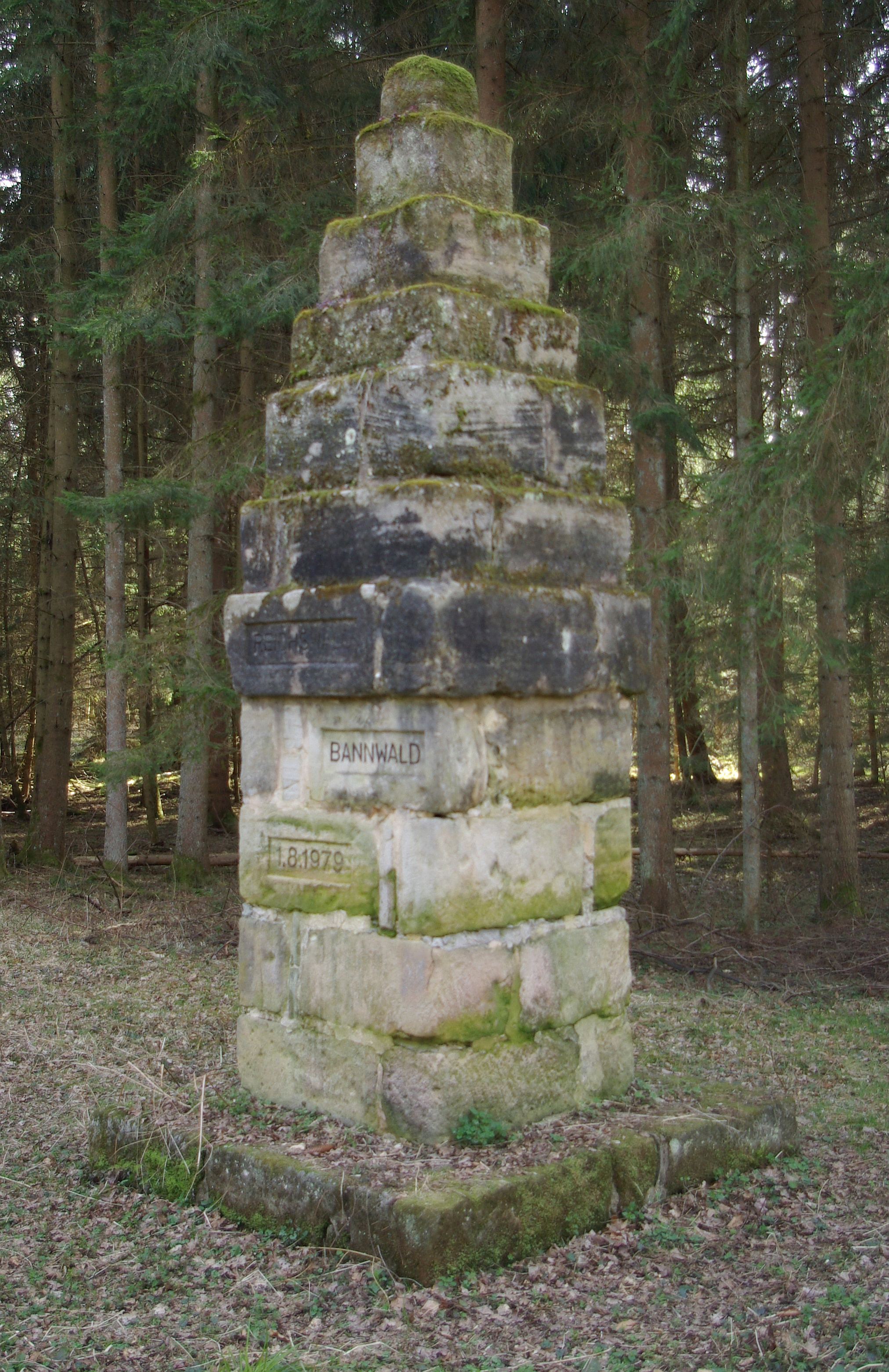
Das Bannwalddenkmal

Der Sebalder Reichswald wurde 1024 von Kaiser Heinrich II. dem Hochstift Bamberg übertragen; Kaiser Heinrich III. schlug ihn wieder dem Reichsgut um Nürnberg zu. Der Wald wurde als Reichslehen von einem Forstmeister verwaltet. Seit 1273 waren damit die Burggrafen von Nürnberg belehnt und gliederten ihn ihrem Amt Heroldsberg an. 1385 wurde der Wald der Reichsstadt Nürnberg verpfändet.
1427 verkaufte der Burggraf Friedrich IV. den Wald an die Reichsstadt Nürnberg, behielt sich jedoch einige Rechte vor, die Anlass zu vielen Streitereien in den folgenden Jahrhunderten waren. 1489 wurde die Verwaltung von Lorenzer und Sebalder Reichswald durch Waldämter vereinheitlicht. Die ca. 11.500 ha wurden ursprünglich in sechs, ab dem 15. Jahrhundert in zehn Waldhufen aufgeteilt.
1806 kam der Wald zusammen mit Nürnberg zum Königreich Bayern. Durch Übernutzung war er wieder einmal in einem beklagenswerten Zustand. Die Kiefern-Monokulturen wurden 1896 durch den Kiefernspanner zu einem großen Teil vernichtet. Ein Drittel der Gesamtfläche musste abgeholzt werden. In den Folgejahren wurde er wieder großflächig mit Kiefern aufgeforstet. Das charakteristische Aussehen des Kiefernwaldes hat ihm den Namen „Steckerlaswald“ eingetragen.

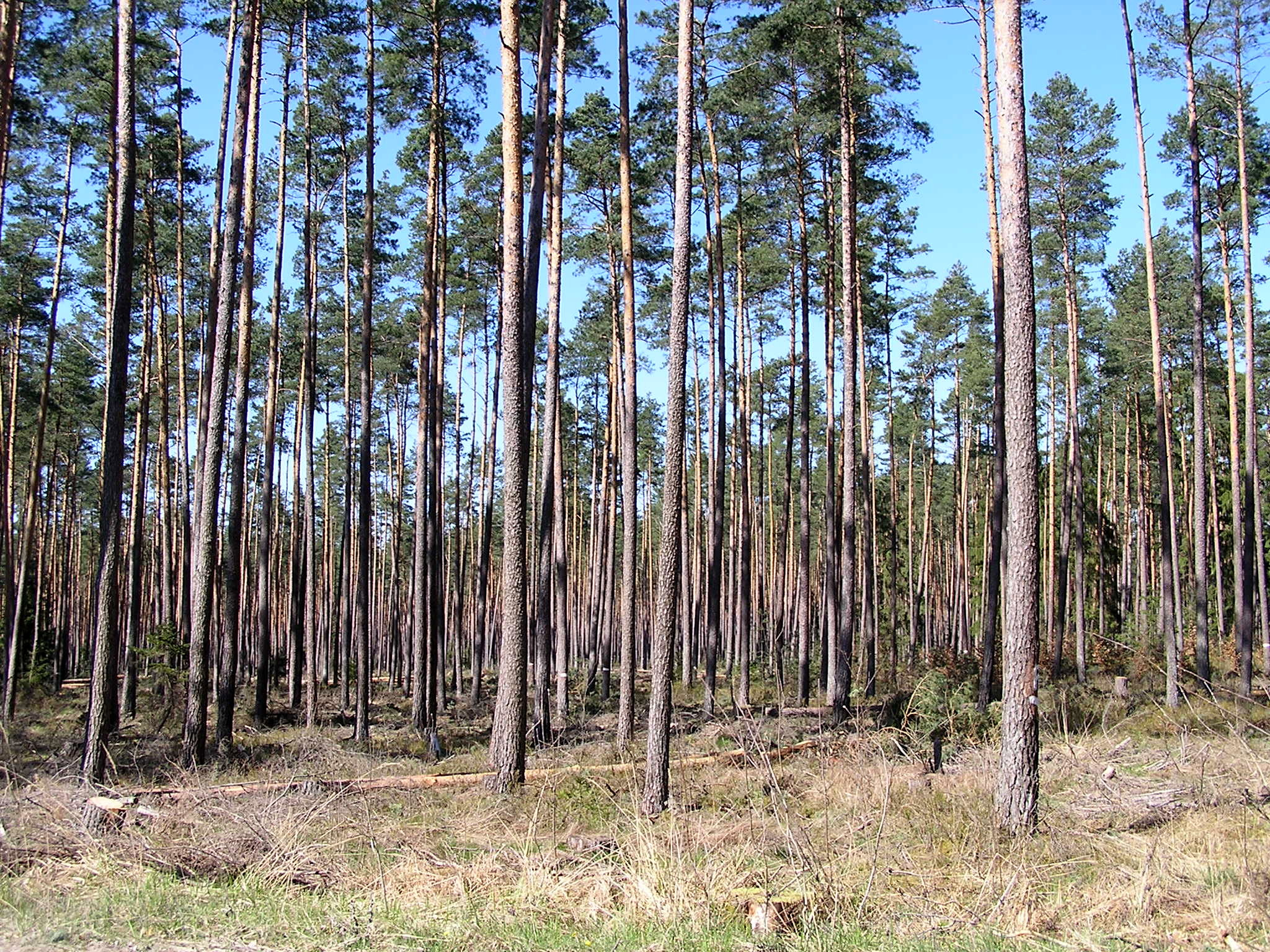
Der „Steckerlaswald“

Im Ersten und Zweiten Weltkrieg gingen große Flächen für militärische Einrichtungen (Munitionslager, Übungsgebiete, Schießplätze) verloren.
In den 1930er Jahren wurden Teilabschnitte der Autobahn Regensburg – Frankfurt (heute A 3) durch den Wald gebaut und nach dem Zweiten Weltkrieg fertiggestellt und ausgebaut. Das einzige weitere Großprojekt war die Errichtung des Flughafens (Eröffnung 1955). Darüber hinaus hatte der Sebalder Reichswald – im Gegensatz zum Lorenzer – nur geringe Flächenverluste zu verzeichnen. Teilweise ist dies auf die ehemalige militärische Nutzung (siehe unten), teilweise auch auf die Auswirkungen des Flughafens, welcher auch das Wachstum des Nürnberger Stadtteils Buchenbühl zum Erliegen brachte, zurückzuführen.
Mit dem Aufkommen des Umweltschutzgedankens Anfang der 1970er Jahre wurden seine ökologische Funktion sowie die Nutzung als Naherholungsgebiet wichtiger. Am 1. August 1979 wurde der Sebalder Reichswald als erster Wald Bayerns zum Bannwald erklärt und unter Schutz gestellt.
Dieser Schutz scheint jedoch nur beschränkt wirksam zu sein. So gab es lange Zeit Pläne, eine zusätzliche Nordanbindung des Flughafens Nürnberg an die A3 durch den Sebalder Reichswald zu schaffen. Das Vorhaben ist aber derzeit aufgrund einer Bodenkontamination mit PFAS-Altlasten am Flughafen Nürnberg zurückgestellt. Im Wahlkampf für die Oberbürgermeisterwahl 2020 in Nürnberg nahmen die drei aussichtsreichsten Kandidaten (darunter auch der letztliche Sieger Marcus König, CSU) jedoch Abstand von Plänen einer Flughafen-Nordanbindung, so dass diese auf absehbare Zeit politisch nicht mehr verfolgt werden.

## Militärische Nutzung
An verschiedenen Stellen wurde der Wald durch Bayerische Armee,Reichswehr, Wehrmacht und US-Armee militärisch genutzt, beispielsweise gab es im Süden Erlangens einen Standort-Übungsplatz.
Dies führt unter anderem dazu, dass bis heute in einem großen Teil des Waldes das Verlassen der befestigten Wege wegen der Gefahr durch Munition verboten ist.

## Geographie

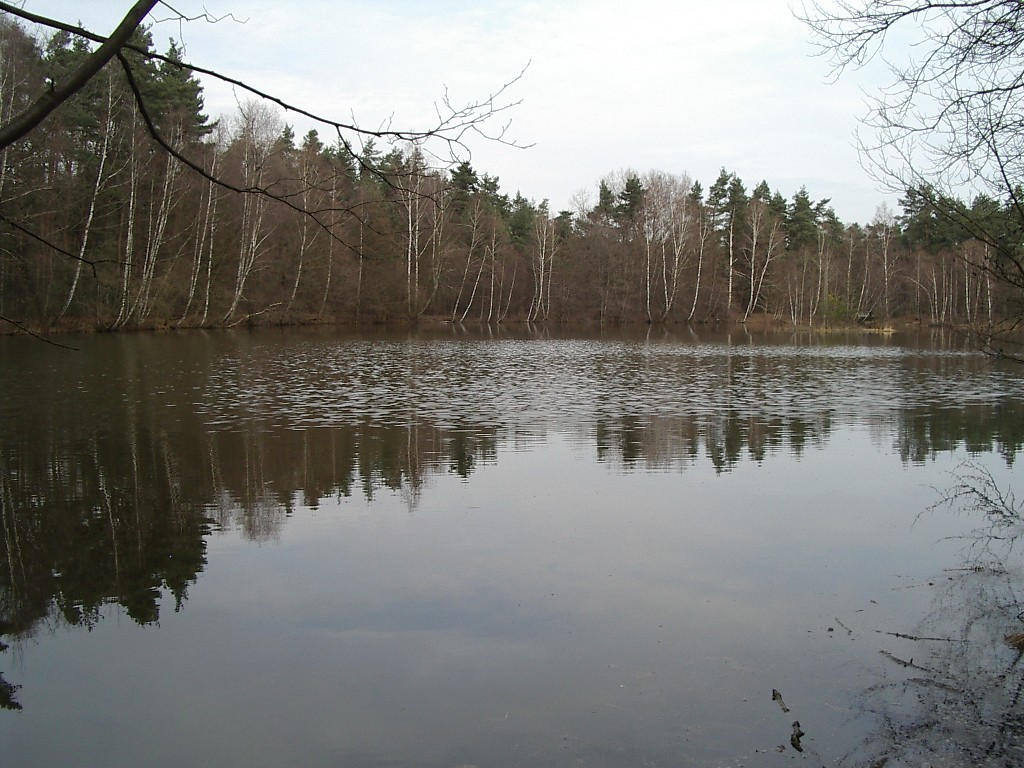
Weißensee im Erlenstegener Forst

Zum Sebalder Reichswald gehören die Forste Tennenloher Forst, Buckenhofer Forst, Dormitzer Forst, Kalchreuther Forst, Neunhofer Forst und Kraftshofer Forst, Erlenstegener Forst, Behringersdorfer Forst, das gemeindefreie Gebiet Geschaidt, der Rückersdorfer Forst und der Günthersbühler Forst. Im Erlenstegener Forst, direkt an der Autobahn, liegt der Weißensee, den Albrecht Dürer in Aquarelltechnik malte.
Nur an wenigen Stellen überschreitet der Wald die 400-m-Höhenmarke (z. B. am Mistelberg (418 m) bei Kalchreuth, welches selbst 413 m hoch liegt; und am Schmalzberg (406 m), heute im Ortsteil Ludwigshöhe der Gemeinde Rückersdorf gelegen).
Der Boden ist meist sandig und regelmäßig mit Kiefern bepflanzt; bisweilen sind Birken oder auch Erlen eingemischt. Außerdem ist er zumeist von Heidel- oder Preiselbeersträuchern bewachsen. Der Sebalder Reichswald ist damit ein wichtiger Bestandteil der Sandachse Franken.
Einige Gebiete, insbesondere der Erlenstegener Forst, sind von zahlreichen Entwässerungsgräben durchzogen. Nach niederschlagsreichen Witterungsperioden sind flacheren Teile des Reichswaldes  für einige Zeit sumpfig, d. h. der Wald wirkt als Wasserspeicher, in Dürreperioden dagegen kann es zu Waldbränden kommen. Bedeutend ist der Naturwald Feuchtwälder im Nürnberger Reichswald, der eine Teilfläche im Sebalder Reichswald hat und das größte Waldschutzgebiet in Mittelfranken ist.

## Denkmäler und Gedenksteine

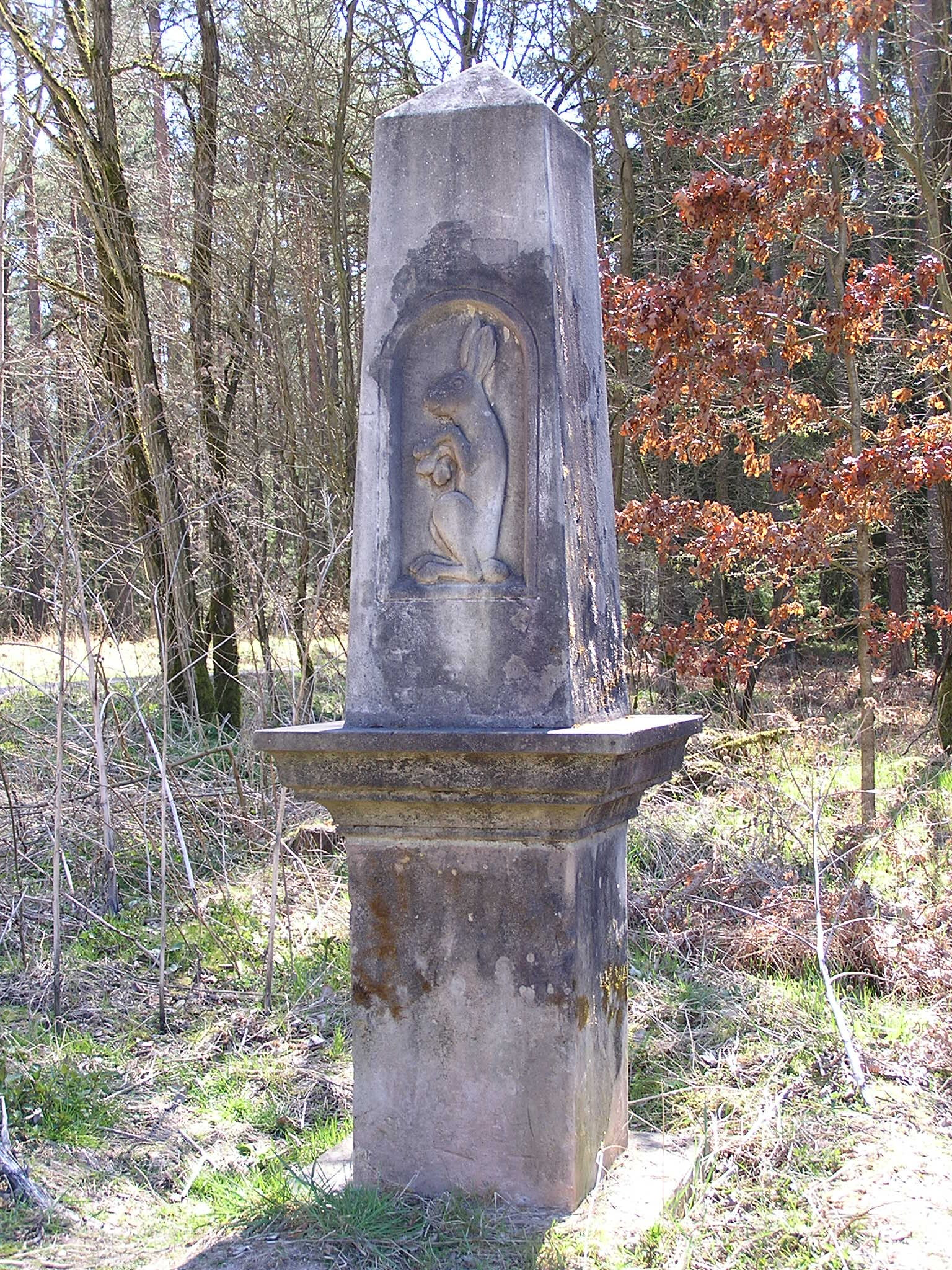
Die Hasensteinsäule

Im Wald befinden sich eine ganze Reihe von Denkmälern, Gedenksteinen, Brunnen, Quellen und andere Besonderheiten. Darunter fallen u. a.:
- Das Bannwalddenkmal im Dormitzer Forster erinnert an die Erklärung des Sebalder Reichswaldes zum Bannwald.
- Der Fuchsstein im Buckenhofer Forst wurde 1976 aufgestellt und erinnert an das Vorkommen der Füchse im Wald.
- Die Hasensteinsäule zeigt einen Hasen mit fünf Läufen.
- Der Gesundbrunnen zwischen Buckenhof und Uttenreuth wurde bereits im 18. Jahrhundert aufgrund seines kohlensäurehaltigen Wassers geschätzt. Heute fließt aus ihm jedoch kaum noch Wasser.
- In der Nähe des Steinbruchs Ohrwaschl im Tennenloher Forst befinden sich die Ohrwaschlbrücke und die Reste des ehemaligen Wirtshauses Ohrwaschl. Dieses wurde wegen der Beeinträchtigungen durch Schießübungen der US-Armee geschlossen und später abgetragen.
- Mehrere vermutlich spätmittelalterliche Steinkreuze, darunter das Weiße Kreuz, der Siebenstein, der Fuhrmannsstein im Forst Tennenlohe und das Frauenkreuz im Kraftshofer Forst.
- Die Dürerquelle am Waldrand bei Kalchreuth verewigte der berühmte Maler im Bild Quelle im Wald mit Antonius und Paulus.
- Der sieben Meter hohe Franz-Köhl-Turm in der Nähe des Gründlacher Berges wurde zum Beobachten von Schießübungen 1936 errichtet.
- Die Rote Marter markiert den Grenzpunkt zwischen dem Tennenloher, Neunhofer und Dormitzer Forst, die Wolfs-Marter den zwischen dem Neunhofer, Kraftshofer und Dormitzer Forst.

2016 wurden viele markante Plätze mit Schildern versehen.
Hierzu gibt es auch online eine Karte: Denkmäler im Nürnberger Reichswald. Abgerufen am 15. Juli 2017.

## Bildungs- und Freizeiteinrichtungen

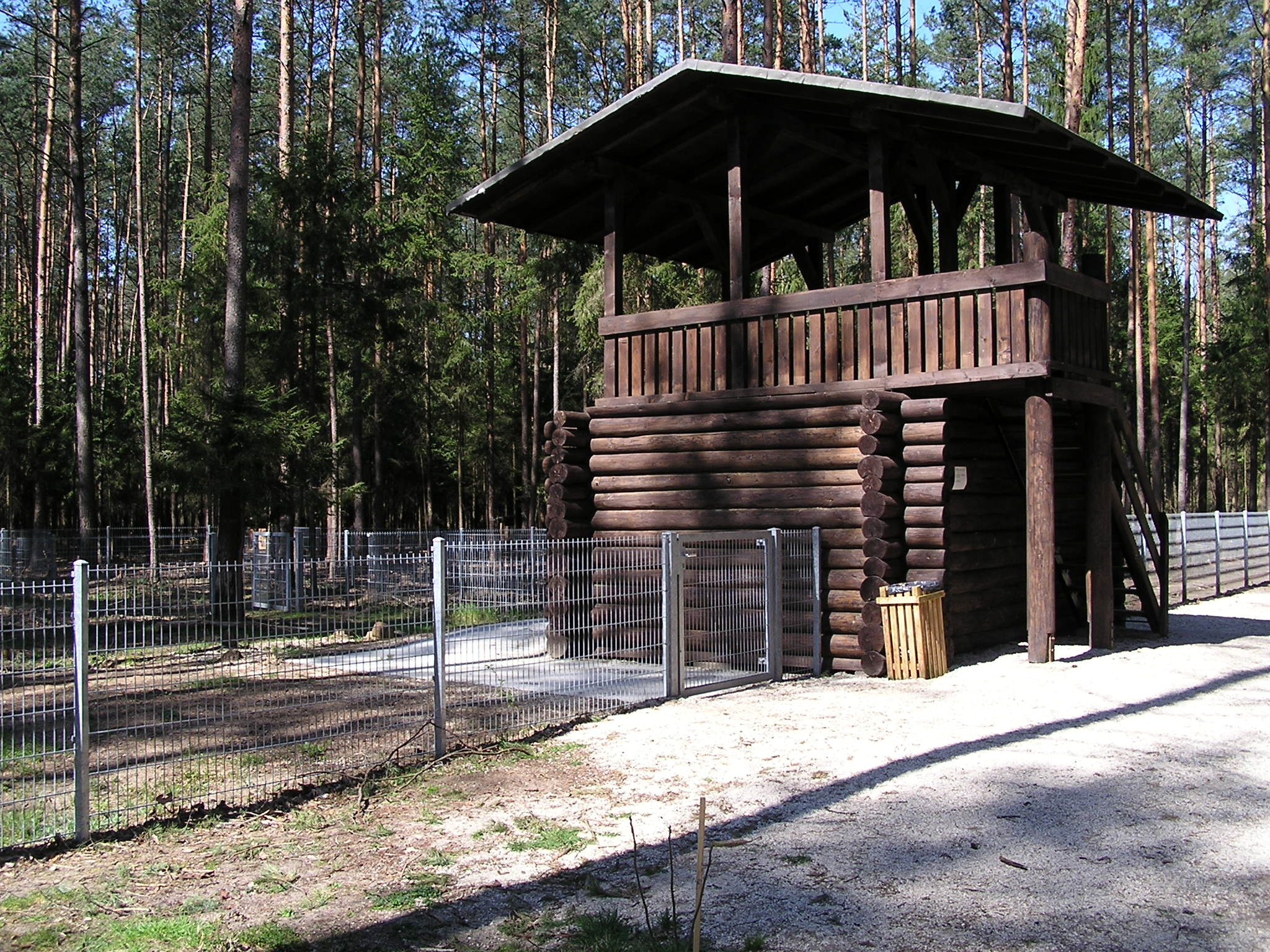
Das Wildschweingehege im Buckenhofer Forst

- Im Tennenloher Forst befindet sich ein Gehege mit Urwildpferden.
- Im Buckenhofer Forst befindet sich ein Wildschweingehege, das zwischenzeitlich wegen der Afrikanischen Schweinpest aufgelassen wurde (zu hohe Anforderung an die Sicherung des Geheges).
- Zwischen Kalchreuth und Neunhof kann ein Gehege mit Damwild und Ziegen von einem Hochstand aus beobachtet werden.
- Südlich von Kalchreuth gibt es seit 2003 den Bodenlehrpfad Kalchreuth–Wolfsfelden mit zehn Stationen.  Die erste Station liegt an der Wolfsfelder Wiese an der Straße von Kalchreuth nach Neunhof. Einen Waldlehrpfad gibt es nördlich von Ziegelstein.[4]
- Nördlich des Flughafens Nürnberg und südlich der Autobahn A 3 befindet sich im Kraftshofer Forst die Anlage des Golfclubs Nürnberg.